# Millennium (John Varley)
Millennium è un romanzo di fantascienza del 1983 di John Varley.

## Storia editoriale
Il romanzo è l'ampliamento del racconto Razzia aerea (Air Raid) del 1977, pubblicato con lo pseudonimo Herb Boehm nella rivista Asimov's SF Magazine, da cui Varley ha inoltre tratto la sceneggiatura del film Millennium del 1989 diretto da Michael Anderson.
Il romanzo è stato candidato nel 1983 al Premio Philip K. Dick e nel 1984 ai premi Hugo e Locus.
Nella sezione dedicata alle note dell'autore, Varley informa i lettori che ha desunto la maggior parte dei titoli dei capitoli da romanzi e racconti famosi che affrontano la tematica del viaggio nel tempo, fornendo un elenco degli "antenati" del suo romanzo.
Il romanzo è stato edito in italiano per la prima volta nel 1986, tradotto da Antonio Bellomi.

## Trama
Il 10 dicembre del 1983, nei cieli di Oakland, in California, avviene un incidente aereo: un DC-10 della United Airlines e un 747 della Pan Am si scontrano in aria.
Bill Smith dirige la squadra incaricata di individuare le cause dell'incidente per conto della Commissione nazionale per la sicurezza dei trasporti (NTSB) statunitense. Contemporaneamente opera Louise Baltimore, posta a capo della squadra d'"arraffo", incaricata di recuperare i passeggeri e i membri dell'equipaggio subito prima che lo scontro abbia luogo e trasportarli sani e salvi cinquantamila anni nel futuro. Tuttavia gli eventi non avvengono esattamente come sarebbero divenuti successivamente noti: a bordo di uno dei due aerei c'è un dirottatore armato di pistola e prima che questi sia messo fuori gioco, riesce ad uccidere un membro della squadra di salvataggio e a ferirne un altro. Così, nella confusione del momento, viene dimenticata a bordo del velivolo uno storditore, un'arma ipertecnologica che, se sopravvivesse all'impatto, originerebbe dubbi e perplessità in quanto estranea alla tecnologia del ventesimo secolo - un twonky, nel linguaggio dei terrestri del futuro.
Dall'analisi della linea del tempo inoltre emergono progressivamente indizi che la presenza di quell'arma nel 1983 potrebbe generare un paradosso temporale che, quasi certamente, potrebbe condurre alla distruzione della stessa macchina del tempo. Gli uomini del futuro hanno pochi giorni per intervenire (gli effetti del paradosso si propagano nel tempo alla velocità di duecento anni all'ora) e ripristinare la linea temporale così com'è nota. Louise Baltimore viene incaricata di recuperare il twonky; ogni sua azione tuttavia sembra destinata a peggiorare la situazione, destando l'attenzione di Bill Smith e apparentemente contribuendo alla creazione del paradosso stesso.

## Opere derivate
Dal romanzo è stato tratto il film Millennium del 1989 diretto da Michael Anderson, con Kris Kristofferson, Cheryl Ladd e Daniel J. Travanti come protagonisti.

## Edizioni
- (EN) John Varley, Millennium, Berkley Books, 1983.
- John Varley, Millennium, traduzione di Antonio Bellomi, Cosmo. Collana di fantascienza 165, Editrice Nord, 1986.
- John Varley, Millennium, traduzione di Antonio Bellomi, Tascabili Fantascienza 25, Editrice Nord, 1994, ISBN 88-429-0785-5.
- John Varley, Millennium, traduzione di Antonio Bellomi, Urania, n. 1621, Arnoldo Mondadori Editore, 2015.